# Karoline Pichler
Karoline Pichler (Viena, 7 de setembre de 1769 — ibídem, 9 de juliol de 1843) va ser una novel·lista, poeta i crítica literària austríaca.
Filla de Hofrat Franz Sales von Greiner (1730–1798) i la seva esposa Charlotte Hieronimus (1739–1815), es va casar amb Andreas Pichler, un funcionari governamental, el 1796.

## Obra
- Idyllen, 1803, digitalitzat.
- Ruth, 1805
- Agathocles, 1808
- Germanicus: ein Trauerspiel in fünf Aufzügen, 1813, digitalitzat.
- Mathilde, Libretto für die Oper von August Mayer, 1818
- Frauenwürde. Von Caroline Pichler, gebornen von Greiner. Erster Theil / Zweiter Theil. Reutlingen: Fleischhauer und Spohn 1820. Teil 4.
- Olivier, 1821, digitalitzat.
- Ferdinand der Zweite, 1822.
- Amalie von Mannsfeld, 1822.
- Die Belagerung Wiens von 1683, 1824, digitalitzat.
- Die Schweden in Prag, 1827, digitalitzat.
- Die Wiedereroberung von Ofen, 1829, digitalitzat.
- Friedrich der Streitbare, 1831, Teil 1-2, Teil 3-4.
- Henriette von England, 1832.
- Zeitbilder, 1840, Band 1.
- Denkwürdigkeiten aus meinem Leben, postum 1844 (Autobiografie in 4 Bände). Band 1.
- Prosaische Aufsätze vermischten Inhalts, darin "Angelo Soliman".[2]